# Kikuyu

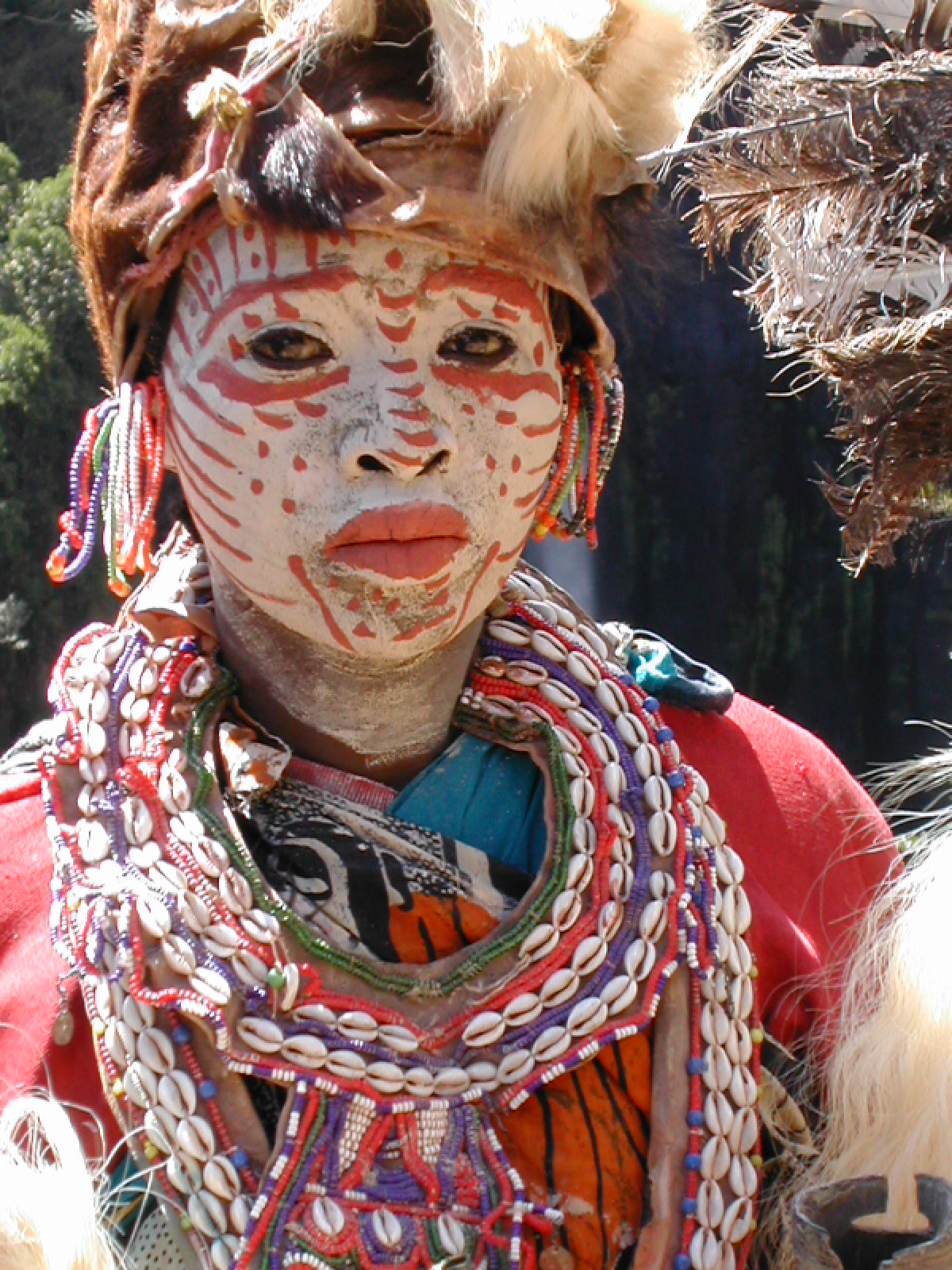
Femeie kikuyu

Kikuyu sunt cel mai mare grup etnic din Kenya (5.347.000 în 1994 în conformitate cu Larsen BTL), reprezentând aproximativ 22% din totalul populației din Kenya. Kikuyu este un grup etnic bantu concentrați în jurul Muntelui Kenya. Sunt vorbitori ai unei limbi de origine bantu: kikuyu. "Kikuyu" este denumirea cel mai des utilizată pe scară largă, dar ei înșiși își spun,mai degrabă Agikũyũ.
Kikuyu cel mai important grup etnic din Kenya și din punct de vedere economic ei practicând agricultura în zonele înalte din centrul Kenyei.

## Istorie

### Origine
Kikuyu sunt de origine bantu. Ei constituie cel mai mare grup etnic din Kenya și sunt localizați în apropiere de Muntele Kenya. Locul exact din care strămoșii lor au migrat în perioada inițială de expansiune bantu din Africa de Vest este incertă. Unele autorități sugerează că au ajuns în zona Muntelui Kenya, venind dinspre nord și est, în timp ce alții susțin că Kikuyu, împreună cu popoarele bantu înrudite din est, cum ar fi Embu, Mbeere și Meru, s-au mutat în Kenya, venind din așezări pe care le avuseseră anterior mai la sud.

### Kikuyu liberi (înainte de 1888)
Pentru o lungă perioadă de timp kikuyu au fost o națiune în expansiune, relativ izolată și ferită de influențe sau dominații străine. Înainte de venirea englezilor Kikuyu au avut contacte sporadice cu arabii, în special, cu vânătorii de sclavi care se aventurau, totuși, foarte rar, în teritoriile din interiorul Africii unde deseori întâmpinau o rezistență nemiloasă din partea triburilor kikuyu. Printre kikuyu nu existau sclavi, iar aceștia nu au fost niciodată implicați în comerțul cu sclavi. În contactele cu populațiile africane vecine, kikuyu au reușit mereu să se impună asimilându-i. Din punct de vedere economic kikuyu erau agricultori desăvârșiți, teritoriile lor fiind cunoscute pentru surplusul de hrană. - and shrewd business men.. Kikuyu erau implicați și în mici meșteșuguri: de la manufacturarea de sfori, la metalurgie primitivă și chiar la construcția de poduri. Aveau și cunoștințe destul de bune de medicină. Kikuyu aveau un caracter vesel, vorbăreț, iubitor de râs și împăciuitori. Aveau, de asemenea, un dezvoltat simț al dreptății (kihooto). Națiunea kikuyu era împărțită în 9 clanuri, fiecare clan având legături de sânge între membri lor, dar nefiind grupați într-o arie geografică proprie fiecărui clan, acestea trăind împreună. Unele clanuri aveau un lider recunoscut, altele nu. Puterea politică reală era exercitată de către Adunarea bătrânilor.

## Kikuyu celebrii
Din rândurile kikuyu fac parte doi președinți ai Kenyei Jomo Kenyatta, primul președinte kenyan și Mwai Kibaki, al treilea. Unul dintre cei mai buni scriitori africani, Ngugi wa Thiong'o, care după două lucrări în englesă a scris, mai ales, în limba kikuyu și swahili, este și el de etnie kikuyu. 
Tot etnică kikuyu este și câștigătoarea Premiul Nobel pentru Pace în 2004. Wangari Maathai. 